# Saint-Victor-Rouzaud
Saint-Victor-Rouzaud é uma comuna francesa na região administrativa de Midi-Pirenéus, no departamento de Ariège. Estende-se por uma área de 12,77 km². Em 2010 a comuna tinha 232 habitantes (densidade: 18,2 hab./km²).